# Schizachyrium riedelii
Schizachyrium riedelii là một loài thực vật có hoa trong họ Hòa thảo. Loài này được (Trin.) A.Camus miêu tả khoa học đầu tiên năm 1924.